# Wolfgang Korall
Wolfgang Korall (* 1949) ist ein deutscher Fotograf.

## Werdegang
Korall absolvierte ein Physikstudium an der Friedrich-Schiller-Universität Jena. Danach arbeitete er als Diplom-Physiker und Werbefotograf bei Carl Zeiss Jena. Es folgte ein Fotografiestudium an der Hochschule für Grafik und Buchkunst Leipzig 
mit Abschluss als Diplom-Fotograf. Ausreise in die Bundesrepublik vor dem Mauerfall. Korall ist Mitglied im Verband Bildender Künstler und war Fotografiedozent. Seine Tochter Karoline Krampitz arbeitet als freie Fotografin. Wolfgang Korall lebt in Berlin und arbeitet an neuen Bildbänden und Ausstellungen.
Im Jahre 1976 bereiste Wolfgang Korall zum ersten Mal den Kaukasus. Von 1984 bis 1988 fotografierte er in Swanetien das Bergvolk der Swanen. Sein Text-Bildband über das archaische Leben der Swanen und ihre uralte Kultur.
"SWANETIEN – Abschied von der Zeit'" erscheint 1991. Swanetien war das letzte Mittelalter Europas. Ein schwerer Unfall im Kaukasus beendet 2011 die Fotoarbeit in Georgien. Sein Bildband Die Seele Georgiens erscheint im Jahr 2018 im Mitteldeutschen Verlag Halle.
Korall fotografierte zahlreiche Bildbände im Verlagsauftrag; seine Fotos werden in nationalen und internationalen Ausstellungen gezeigt.